# История цивилизации
«История цивилизации» (фр. La Civilisation à travers les âges, 1907) — французский короткометражный художественный фильм Жоржа Мельеса. Фильм утерян, сохранилось лишь несколько фотографий.

## Сюжет
В первой сцене показано убийство Каином Авеля. (4000 лет до р. х.). Далее Мельес показывает сцены, относящиеся к различным историческим эпохам. Человеческое жертвоприношение друидов (500 лет до р. х.). Следующая сцена — 65 год, Нерон и Локуста пробуют свои яды на рабах. 200 год — преследования христиан в римских катакомбах. 1400 год — бичевание кошкой с девятью хвостами. 1475 год — повешенные при Людовике XI. 1490 год — комната пыток инквизиции. 1630 год — ночное нападение бандитов. 1906 год — ещё одно нападение. 1907 год — Мирная конференция в Гааге.

## Художественные особенности
- «…Мельес сделал здесь колоссальную ошибку, всерьёз пытаясь втиснуть в рамки 300 метров сюжет, который включал в себя широту и пафос „Нетерпимости“…».[1].
- Борис Лихачёв дал смешанную оценку фильму: с одной стороны, оценив высокий художественный уровень картины, с другой, указав на чрезмерную концентрацию насилия:

«…отображались всевозможные убийства, начиная от Каина и кончая современными войнами. Первыми шли кадры убийства Авеля. Каин убивал его громадной дубинкой… Затем следовал Нерон и христианские мученики. И вот, в сценах римского цирка, где сжигались на кострах христиане, в публике начиналось волнение и крики: „Довольно! Прекратите!“ Почти ни один сеанс не обходился без скандала, и в конце концов картина была снята, как „неподходящая“»..
- В фильме был применён «звукомонтаж» в сцене, где ангел парит над Каином, совершившем убийство, «в облаках и при громе».[2]

## Интересные факты
- Жорж Мельес очень гордился этим фильмом.[1]